# Acàcia
|  | Per a altres significats, vegeu «Acàcia (desambiguació)». |

Les acàcies (Acacia) són un gènere de plantes amb flor de la subfamília mimosoideae, de la família de les fabàcies. Aquest gènere és originari dels territoris que formaven el continent arcaic de Gondwana. La majoria d'espècies (950) habiten a Austràlia i la resta es reparteixen entre l'Àfrica tropical, el sud de l'Àsia i el continent americà. L'espècie Acacia farnesiana (aromer) es considera subespontània en algunes parts del sud del País Valencià. Les acàcies tenen usos forestals (fusta, goma aràbiga), ornamentals, culinaris o medicinals.

## Morfologia

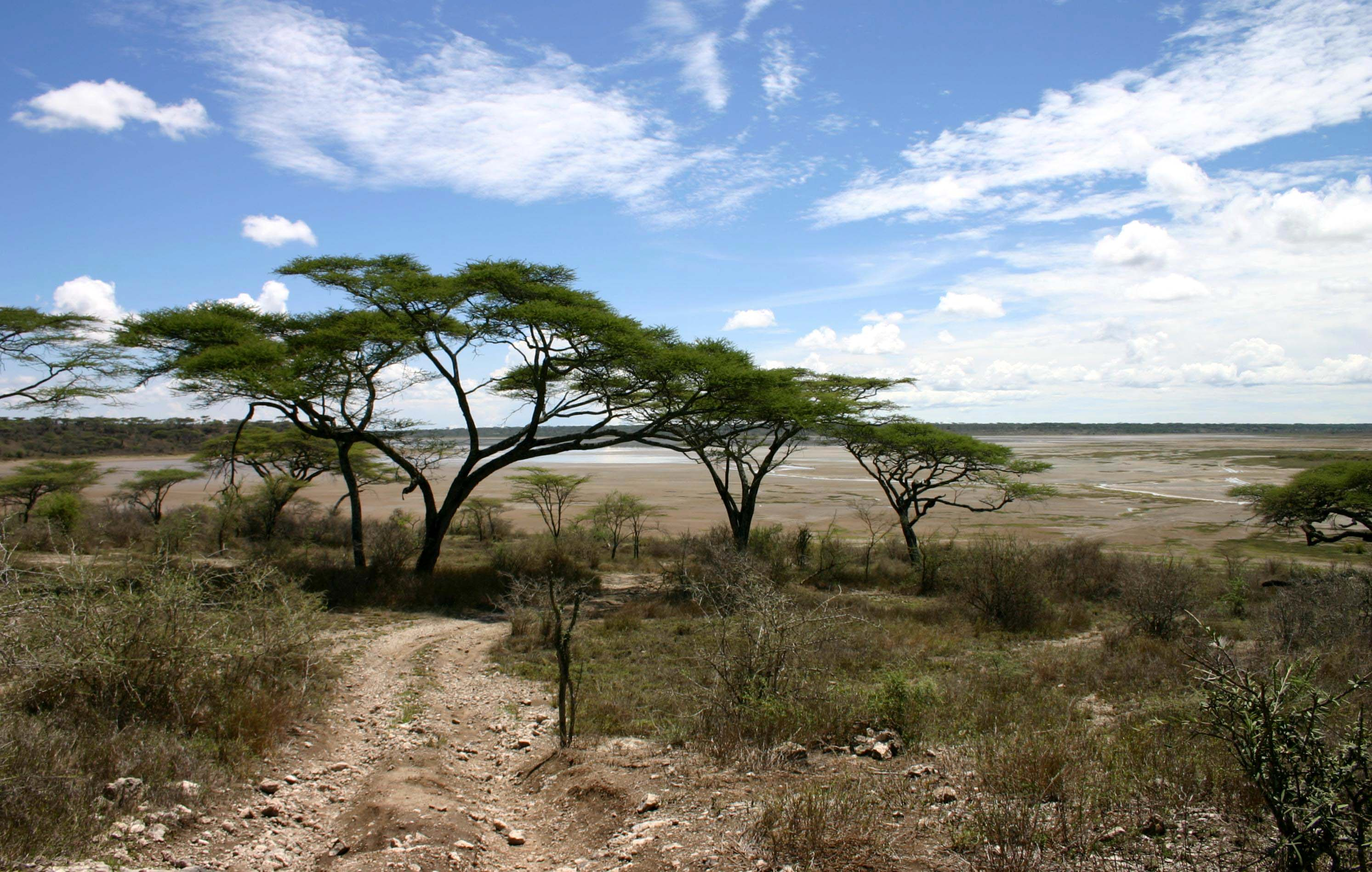
Acàcia al Serengeti, Tanzània

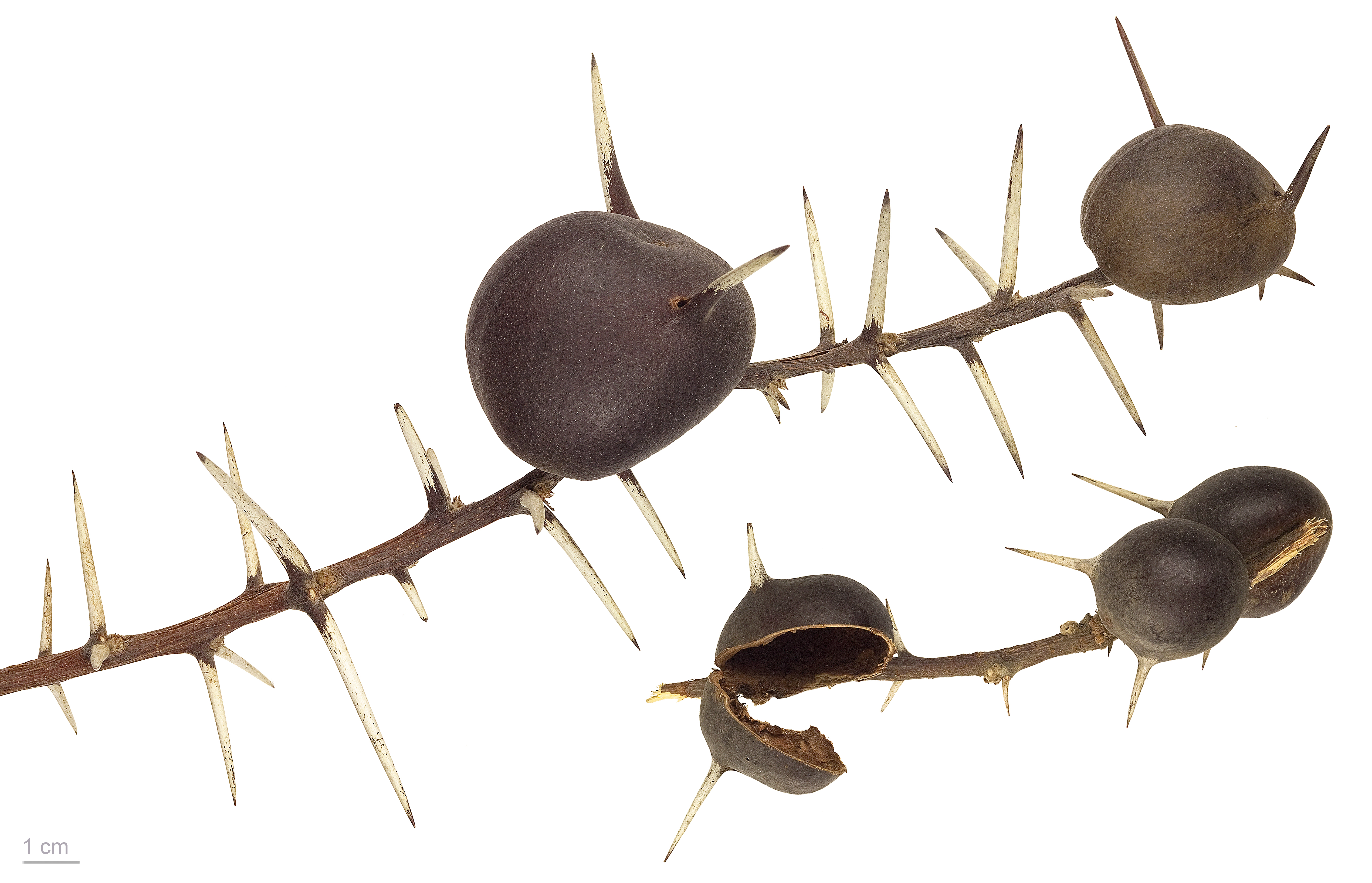
Acacia drepanolobium

Les acàcies són arbres o arbusts, generalment de fulles compostes pinnades, però que en alguns casos tenen els pecíols que fan la funció de les fulles. Les flors són petites i amb cinc pètals, normalment grocs, però poden ser d'uns altres colors, com el morat. El fruit és un llegum. De vegades, són plantes espinoses que ocasionalment poden acollir formiguers en simbiosi.

## Taxonomia
El gènere Acacia no és monofilètic i això ha fet que, finalment, la taxonomia se n'hagi de subdividir en cinc gèneres. Aquesta divisió ha estat ratificada el 30 de juliol del 2005 en l'International Botanical Congress fet a Viena.
Els nous gèneres han rebut les denominacions següents: 
- Acacia, amb unes 970 espècies (Oceania, Àsia tropical i Madagascar). Actualment, Acacia inclou els subgèneres següents:
  - Botrycephalae
  - Pulchellae
  - Plurinerves
  - Phyllodineae
  - Juliflorae
  - Lycopodiifoliae
  - Alatae (secció artificial)
- Vachellia, amb 163 espècies (pantropical).
- Senegalia, 203 espècies (pantropical).
- Acaciella, amb 15 espècies (Amèrica).
- Mariosousa, amb 13 espècies (Amèrica).

El gènere Acacia inclou unes 1.450 espècies. Algunes d'aquestes són:
- Acacia aneura - mulga[3]
- Acacia catechu - arbre del catxú (el catxú és una matèria colorant)[4][5]
- Acacia confusa[6]
- Acacia cultriformis[7]
- Acacia cuspidifolia[8]
- Acacia dealbata - mimosa comuna[9]
- Acacia erioloba[10]
- Acacia hebeclada[11]
- Acacia farnesiana - aromer[12]
- Acacia karroo Angola[13]
- Acacia horrida[14]
- Acacia koa[15][16][17][18][19][20]
- Acacia laeta[21]
- Acacia lasiocarpa[22]
- Acacia longifolia[23]
- Acacia maidenii[24]
- Acacia melanoxylon[25][26][27][28][29][30]
- Acacia mellifera[31]
- Acacia nilotica[32][33][34]
- Acacia paradoxa[35]
- Acacia pendula[36][37]
- Acacia pentadenia[38]
- Acacia pycnantha[39]
- Acacia phlebophylla[40]
- Acacia podalyriaefolia[41]
- Acacia retinoides - mimosa de tot temps, mimosa de tot l'any, paravent[42]
- Acacia robusta[43][44][45]
- Acacia saligna - acàcia de fulla blavenca, mimosa blava, mimosa de primavera[46][47][48]
- Acacia senegal[49][50][51][52][36]
- Acacia seyal[53]
- Acacia sieberiana[54]
- Acacia spectabilis[55]
- Acacia tetragonophylla[56]
- Acacia tortilis[57]
- Acacia truncata[58]
- Acacia xanthophloea